# 住友生命保險
住友生命保險相互會社（日语：／）是日本的人壽保險相互會社，隸屬住友集團。

## 历史
2005年該公司宣佈與中國人民財產保險股份有限公司合資組成新公司中國人保壽險銷售保險產品，包括以儲蓄為主的養老保險。
2012年12月20日滙豐控股公司全資附屬滙豐保險（亞太）與日本住友生命保險（Sumitomo Life Insurance Company）簽訂協議，向其出售越南保險公司Bao Viet全部18%股權，作價約3.4億美元
2015年8月10日住友生命保險以每股32美元現金，斥資38億美元收購美國員工福利、年金及壽險服務提供商Symetra Financial Corp。

## 外部連結
- 住友生命保險網站（日語）
- （页面存档备份，存于）（英文）